# Taraxacum
Taraxacum este un gen numeros de plante cu flori din familia Asteraceae și este alcătuit din speciile cunoscute în limbajul comun sub denumirea de păpădie. Speciile sunt native din Eurasia și America de Nord iar două specii, T. officinale și T. erythrospermum, sunt plante cu flori comune în majoritatea lumii.  Ambele specii sunt comestibile, în întregime.  Multe specii de Taraxacum produc semințe asexuale prin apomixie, adică fără ajutorul polenizării, astfel că noua generație de plante sunt identice din punct de vedere genetic cu plantele de origine. 